# Rifle de plasma
Un rifle de plasma es un arma teórica, sin fundamento tecnológico actual, utilizada a menudo en la ciencia ficción. Es un tipo de arma de rayos.  

## Funcionamiento
Las armas de plasma utilizan un pequeño reactor nuclear o celda de combustible u otro avanzado sistema de almacenamiento de energía para activar un acelerador electromagnético que dispara una rayo, pulso o toroide de plasma (materia con elevados niveles energéticos y de temperatura).